# Oteapa
Oteapa är en ort i Mexiko.   Den ligger i kommunen Totutla och delstaten Veracruz, i den sydöstra delen av landet, 240 km öster om huvudstaden Mexico City. Oteapa ligger 1 102 meter över havet och antalet invånare är 185.
Terrängen runt Oteapa är kuperad, och sluttar brant österut. Runt Oteapa är det ganska tätbefolkat, med 248 invånare per kvadratkilometer. Närmaste större samhälle är Huatusco de Chicuellar, 10,1 km sydväst om Oteapa. I omgivningarna runt Oteapa växer i huvudsak städsegrön lövskog.